# Terryon Robinson
Terryon Robinson (* 1994 in Decatur, Georgia) ist ein US-amerikanischer American-Football-Spieler auf der Position des Wide Receivers. Seit 2025 spielt er für die Hamburg Sea Devils in der European League of Football (ELF).

## Karriere
Bis zu seinem Schulabschluss 2012 spielte Robinson an der High School seiner Heimatstadt Decatur Football und Basketball. Im Footballteam wurde er sowohl als Wide Receiver als auch als Cornerback eingesetzt.
Daran anschließend immatrikulierte er an der Western Carolina University und spielte fortan für die dortigen Catamounts. Bereits als Freshman kam er in jedem Spiel der Saison 2013 zum Einsatz und endete bezogen auf die Yardanzahl pro Spiel als drittbester Receiver seines Jahrgangs in der Southern Conference. 2014 führte er die Conference in Pässen pro Spiel an, hatte mehrere Spiele, in denen er Pässe für über 100 Yards fing und wurde letztendlich in der Second All-Conference Team gewählt. Wegen einer Handgelenksverletzung musste er die Saison 2015 als Redshirt aussetzen. In der Saison 2016 hatte Robinson die drittmeisten Fänge der Conference und die viermeisten in der Geschichte der WCU Catamounts. Außerdem wurde er in das First All-Conference Team gewählt. 2017 führte er die Catamounts in Receiving Yards, Passfängen, gefangenen Touchdowns und erzielten Punkten an. Erneut wurde er in das First All-Conference Team gewählt. In seiner College-Karriere stellte er einen neuen Rekord für gefangene Pässe an der WCU auf.
Anschließend meldete er sich für den NFL Draft 2018 an und partizipierte am Pro Day der WCU um sich zu präsentieren. Robinson blieb allerdings ungedraftet und fand auch als Free Agent keinen Platz in der NFL.
2020 wollte Robinson ursprünglich in der German Football League und 2021 bei den Yeditepe Eagles in der türkischen Football-Liga TKFL spielen. Beide Saisons fielen allerdings aufgrund der COVID-19-Pandemie aus.
Anfang 2022 wurde Robinson von den Pioneros de Querétaro in der Fútbol Americano de México (FAM) verpflichtet. Nach Saisonende der FAM wechselte er zum achten Spieltag in die European League of Football zu den Istanbul Rams. In den übrigen sechs Spielen fing Robinson 39 Pässe für 829 Yards und 8 Touchdowns.
Zur Saison 2023 wechselte er zu den Cologne Centurions, die ebenso in der ELF spielen. In der Saison 2024 gewann er mit den Caudillos de Chihuahua die mexikanische Meisterschaft der LFA in einer perfekten Saison. Anschließend wechselte er zurück in die ELF und schloss sich den Helvetic Mercenaries an. Für die ELF-Saison 2025 wurde er von den Hamburg Sea Devils unter Vertrag genommen.

## Statistiken
| Jahr                                                 | Team                        | Spiele | Receiving | Receiving | Receiving | Receiving | Receiving |
| Jahr                                                 | Team                        | Spiele | Rec       | Yds       | Avg       | TD        | Lng       |
| ---------------------------------------------------- | --------------------------- | ------ | --------- | --------- | --------- | --------- | --------- |
| NCAA Division I                                      |                             |        |           |           |           |           |           |
| 2013                                                 | Western Carolina Catamounts | 11     | 38        | 510       | 13,4      | 2         | 46        |
| 2014                                                 | Western Carolina Catamounts | 11     | 56        | 643       | 11,5      | 1         | 43        |
| 2016                                                 | Western Carolina Catamounts | 11     | 71        | 738       | 10,4      | 6         | 53        |
| 2017                                                 | Western Carolina Catamounts | 12     | 62        | 896       | 14,5      | 10        | 67        |
| College Gesamt                                       | College Gesamt              | 45     | 227       | 2.787     | 12,3      | 19        | 67        |
| European League of Football                          |                             |        |           |           |           |           |           |
| 2022                                                 | Istanbul Rams               | 6      | 39        | 829       | 21,3      | 8         | 73        |
| 2023                                                 | Cologne Centurions          | 10     | 58        | 565       | 9,7       | 8         | 35        |
| 2024                                                 | Helvetic Mercenaries        | 4      | 25        | 337       | 13,5      | 4         | 51        |
| ELF Gesamt                                           | ELF Gesamt                  | 20     | 122       | 1.731     | 14,2      | 20        | 73        |
| Quellen: catamountsports.com, sportsmetrics.football |                             |        |           |           |           |           |           |